# Переулок Островского
Переулок Остро́вского — переулок в историческом центре Ростова-на-Дону, в Ленинском и Октябрьском районах. Проходит от Береговой улицы до улицы Козлова.

## История
Упоминается в документах 1840 года: в описи «спусков» Кривой фигурирует как часть тогдашней уличной сети. В 1918 году он переименован в Почтовый переулок, а затем, в 1936 году, после смерти Н. А. Островского, получил его имя

## Пересечения
Переулок Островского пересекается с 24 улицами: ул. Береговая, ул. Большая Садовая, ул. Варфоломеева, ул. Катаева, ул. Козлова, ул. Красноармейская. ул. Лермонтовская, ул. Максима Горького, ул. Малюгиной, ул. Московская, ул. Народного Ополчения, ул. Нефедова, ул. Обороны, ул. Пушкинская, ул. Серафимовича, ул. Социалистическая, ул. Станиславского, ул. Текучёва, ул. Тельмана, ул. Темерницкая, ул. Тургеневская, ул. Филимоновская, ул. Черепахина, ул. Шаумяна.

## Общественно значимые объекты
- Императорский университет — здание нынешнего Педагогического факультета Южного федерального университета на углу Островского/Б. Садовой.[6]
- Склад товарищества «Проводник» — памятник архитектуры.[7]
- Женская гимназия Т. Г. Берберовой — сегодня здесь расположена Кафедра живописи, графики и скульптуры Академии архитектуры и искусств Южного федерального университета.[8]
- Здание Ростовской студии кинохроники — памятник архитектуры.[9]